# Keys
| Совокупная оценка | Совокупная оценка |
| Источник          | Оценка            |
| ----------------- | ----------------- |
| AnyDecentMusic?   | 6.4/10            |
| Metacritic        | 65/100            |
| Оценки критиков   |                   |
| Источник          | Оценка            |
| Evening Standard  | [ 3 ]             |
| The Guardian      | [ 4 ]             |
| The Independent   | [ 5 ]             |
| NME               | [ 6 ]             |
| The Observer      | [ 7 ]             |
| Rolling Stone     | [ 8 ]             |
| Slant Magazine    | [ 9 ]             |
| The Times         | [ 10 ]            |
| The Telegraph     | [ 11 ]            |

Keys — восьмой студийный альбом американской R&B и соул-исполнительницы Алиши Киз, вышедший 10 декабря  2021 года на лейбле RCA Records.
Альбом был анонсирован 27 октября и включает два диска (оригинальный и открытый), с двумя версиями 10 треков, а также шестью другими треками.

## Об альбоме
Альбом получил умеренные и положительные отзывы музыкальных критиков и интернет-изданий: NME, Rolling Stone, The Times.
В агрегаторе Metacritic, устанавливающем в среднем оценку до ста, основанную на профессиональных рецензиях, альбом получил 65 баллов на основе 11 полученных рецензий, что означает «получил в целом положительные отзывы от критиков».

## Список композиций
| №                   | Название                                     | Автор(ы)                                                        | Продюсеры             | Длительность |
| ------------------- | -------------------------------------------- | --------------------------------------------------------------- | --------------------- | ------------ |
| 1.                  | «Plentiful» (при участии Pusha T)            | Алиша Киз Kasseem Dean Dwight Grant Kanye West Graham Nash      | Алиша Киз Swizz Beatz | 3:08         |
| 2.                  | «Skydive»                                    | Киз Raphael Saadiq Kenton Nix                                   | Киз                   | 3:04         |
| 3.                  | «Best of Me»                                 | Алиша Киз Saadiq Helen Adu Andrew Hale Stuart Matthewman        | Киз Sam Morton [b]    | 3:59         |
| 4.                  | «Dead End Road»                              | Киз Fredrik Ball Dean McIntosh                                  | Киз Fred Ball         | 3:32         |
| 5.                  | «Is It Insane»                               | Киз                                                             | Киз                   | 6:21         |
| 6.                  | «Billions»                                   | Киз Abraham Orellana                                            | AraabMuzik            | 3:19         |
| 7.                  | «Love When You Call My Name»                 | Киз Saadiq                                                      | Киз                   | 3:37         |
| 8.                  | «Only You»                                   | Киз Saadiq                                                      | Киз                   | 3:15         |
| 9.                  | «Daffodils»                                  | Киз Natalie Hemby                                               | Киз                   | 4:33         |
| 10.                 | «Old Memories»                               | Киз Hemby                                                       | Киз                   | 2:59         |
| 11.                 | «Nat King Cole»                              | Киз Hemby Marquel Middlebrooks Michael Williams II Bill Withers | Киз Mike Will Made It | 3:39         |
| 12.                 | «Paper Flowers» (при участии Brandi Carlile) | Киз Brandi Carlile                                              | Киз                   | 3:24         |
| 13.                 | «Like Water»                                 | Киз Sia Furler Mark Batson                                      | Киз                   | 3:57         |
| 14.                 | «Киз»                                        | Киз                                                             | Киз                   | 1:25         |
| Общая длительность: | Общая длительность:                          | Общая длительность:                                             | Общая длительность:   | 50:12        |

| №                   | Название                                          | Автор(ы)                                                                     | Продюсеры                                                    | Длительность |
| ------------------- | ------------------------------------------------- | ---------------------------------------------------------------------------- | ------------------------------------------------------------ | ------------ |
| 1.                  | «Only You»                                        | Киз Saadiq Williams Asheton Hogan Pierre Slaughter                           | Киз Mike Will Made It Pluss [a] P-Nazty [a] Aaron Jhenke [b] | 3:11         |
| 2.                  | «Skydive»                                         | Киз Saadiq Williams Hogan Nix                                                | Киз Mike Will Made It Pluss [a]                              | 3:03         |
| 3.                  | «Best of Me»                                      | Киз Saadiq Williams Adu Hale Matthewman Barry White                          | Киз Mike Will Made It                                        | 3:43         |
| 4.                  | «Lala» (при участии Swae Lee)                     | Киз Khalif Brown Williams Darryl Ellis Paul Richmond Ruben Locke             | Киз Mike Will Made It                                        | 4:31         |
| 5.                  | «Nat King Cole» (при участии Lil Wayne)           | Киз Dwayne Carter Hemby Middlebrooks Williams Withers                        | Киз Mike Will Made It Marzeratti [a]                         | 4:05         |
| 6.                  | «Is It Insane»                                    | Киз Hogan Williams                                                           | Киз Mike Will Made It                                        | 4:27         |
| 7.                  | «Come for Me» (при участии Khalid and Lucky Daye) | Киз Khalid Robinson David Brown Jermaine Cole Williams Carter Lang BJ Burton | Mike Will Made It Carter Lang BJ Burton                      | 3:29         |
| 8.                  | «Old Memories»                                    | Киз Hemby Shondrae Crawford Williams                                         | Киз Mike Will Made It Jhenke [b]                             | 3:52         |
| 9.                  | «Dead End Road»                                   | Киз Ball McIntosh                                                            | Ball Jay Mooncie                                             | 3:32         |
| 10.                 | «Love When You Call My Name»                      | Киз Saadiq Williams                                                          | Киз Mike Will Made It                                        | 3:15         |
| 11.                 | «Daffodils»                                       | Киз Hemby Williams                                                           | Киз Mike Will Made It                                        | 3:04         |
| 12.                 | «Billions»                                        | Киз Orellana                                                                 | Suzy Shinn VRon                                              | 3:00         |
| Общая длительность: | Общая длительность:                               | Общая длительность:                                                          | Общая длительность:                                          | 43:12        |

Notes
- ↑  — сопродюсер
- ↑  — ассистент продюсера

## Хит-парады
| Чарт (2021)                              | Высшая позиция |
| ---------------------------------------- | -------------- |
| Бельгия/Фландрия (Ultratop)              | 92             |
| Бельгия/Валлония (Ultratop)              | 141            |
| Франция (SNEP)                           | 163            |
| Швейцария (Schweizer Hitparade)          | 27             |
| Великобритания (UK Digital Albums Chart) | 9              |
| Великобритания (UK R&B Albums Chart)     | 11             |
| США (Billboard 200)                      | 41             |
| США (Billboard Top R&B/Hip-Hop Albums)   | 17             |